# الکساندر بلوستنی
الکساندر بلوستنی (انگلیسی: Alexander Belostenny; ۲۴ فوریهٔ ۱۹۵۹ – ۲۴ مهٔ ۲۰۱۰) بازیکن بسکتبال اهل اتحاد جماهیر شوروی سوسیالیستی بود.
وی در مسابقات کشوری و بین‌المللی در مجموع برندهٔ ۷ مدال طلا، ۵ مدال نقره، ۳ مدال برنز شده‌است.